# Banisteriopsis caapi
Banisteriopsis caapi, també conegut com a ayahuasca, caapi o yajé, és una liana de la jungla d'Amèrica del Sud dins la família botànica Malpighiaceae. Es fa servir per preparar la decocció de l'ayahuasca que té un ús de gran tradició medicinal en els pobles indígenes de la selva de l'Amazones. Conté harmina, harmalina i tetrahidroharmina amb compostos psicoactius.
El nom científic, segons The CRC World Dictionary of Plant Names per Umberto Quattrocchi, B. caapi està dedicat al naturalista del segle xvi John Banister. Un nom anterior del gènere Banisteriopsis era Banisteria i de vegades s'anomena la planta Banisteria caapi.
El nom d'ayahuasca significa "liana de l'ànima" en quítxua. A més de ser una planta al·lucinògena també és un purgant efectiu.

## Descripció
Banisteriopsis caapi té diverses tiges llenyoses ramificades. Les fulles fan fins a 18 cm de longitud i 8 cm d'amplada tenint la forma d'òval que finalitza en una punta fina. Floors de 13 mm de diàmetre en umbel·les amb cinc sèpals de color blanc o rosa pàl·lid. La planta rarament floreix i si ho fa és entre desembre i agost. Els fruits alats.

## Legalitat
A Espanya aquesta planta figura dins la llista de plantes de venda regulada, però als Estats Unis no està específicament regulada.

## Alcaloides
- Harmina, 0.31-8.43%[2]

- Harmalina, 0.03-0.83%[2]

- Tetrahidroharmina, 0.05-2.94%[2]